# Mate (cinematografía)
Los mates se utilizan en la fotografía y en los efectos especiales de cine para combinar dos o más imágenes de elementos en una sola imagen final. Generalmente, los mates se utilizan para combinar una imagen en primer plano (actores en un escenario, una nave espacial...) con una imagen de fondo (una vista escénica, un campo de estrellas y planetas...). En este caso, el mate es el cuadro de fondo. En el cine y en plató, los mates pueden ser físicamente enormes secciones de lienzo pintado, representando grandes extensiones escénicas de paisajes.
En la película, el mate requiere enmascarar ciertas áreas de la emulsión del fotograma para controlar de forma selectiva las zonas que están expuestas. Sin embargo, muchas escenas con complejos efectos especiales han incluido docenas de imágenes de elementos, requiriendo un uso muy complejo de mates, y capas de mates uno encima del otro. Un ejemplo de mate simple es cuando queremos representar a un grupo de actores en frente de una tienda, con una ciudad enorme y un cielo visible por encima del techo de la tienda. Tendríamos dos imágenes, la de los actores en el set, y la de la ciudad—para combinarlas en una tercera imagen. Esto requeriría dos máscaras/mates. Una enmascararía toda la zona por encima del techo de la tienda, y la otra enmascararía todo lo que está debajo de ella. Mediante el uso de estas máscaras/mates, al copiar estas imágenes en la tercera, se pueden combinar sin crear una doble exposición fantasmal. En el cine, esto es un ejemplo de un mate estático, donde la forma de la máscara no cambia de fotograma a fotograma. Otras tomas pueden requerir mates que varían, para enmascarar las formas de objetos en movimiento, tales como seres humanos o naves espaciales. Estos son conocidos como travelling mates. Los travelling mates permiten una mayor libertad de composición y movimiento, pero también son más difíciles de llevar a cabo. 
La técnica de Composición conocida como clave cromática, que elimina todas las áreas de un color determinado de una grabación - coloquialmente conocida como "pantalla azul" o "verde"  (los colores más utilizados)- es, probablemente, la técnica moderna más conocida y más ampliamente utilizada para la creación travelling mates, aunque la rotoscopia y la fotografía de control de movimiento  también han sido utilizados en el pasado. Las Imágenes generadas por ordenador, ya sean estáticas o animadas, también son a menudo representadas con un fondo transparente y digitalmente superpuestas sobre grabaciones de películas modernas, utilizando el mismo principio del mate - una máscara digital de la imagen.

## La historia
Los mates son una técnica muy antigua, remontándose a los hermanos Lumière. Originalmente, el mate fue creado por los cineastas para oscurecer los fondos con tarjetas recortables. Cuando se rodaba la parte de la escena con la acción en vivo, la parte del fondo de la película no era expuesta. Una vez que la acción era filmada, un se colocaba un recorte diferente sobre la acción en vivo. La película se rebobinaba, y los cineastas grababan su nuevo fondo. Esta técnica se conocía como la mate en cámara y se la considera más una innovación que un efecto especial a finales de la década de 1880. Un buen ejemplo americano se ve en Asalto y robo de un tren (1903), donde se usa para colocar un tren en el exterior de una ventana en una oficina de venta de billetes, y posteriormente un fondo en movimiento en el exterior de un set del vagón de equipaje del tren. En esa época, otra técnica conocida como la toma de vidrio fue también utilizada. La toma de vidrio se realizó pintando detalles sobre una lámina de vidrio que fue combinada con metraje de acción en vivo para crear la apariencia de un set elaborados. Las primeras tomas de vidrio son acreditadas a Edgar Rogers.
El primer gran avance del mate fue a principios de 1900 por Norman Dawn ASC. Dawn tenía tomas de vidrio tejidas a la perfección en muchas de sus películas: como el desmoronamiento de las Misiones de California en la película Misiones de California, y utilizó la toma de vidrio para revolucionar el mate en cámara. Ahora, en lugar de obtener el metraje de la acción en vivo de una localización real, los cineastas rodaban la acción en vivo como antes, con las tarjetas recortables en el lugar, luego rebobinaban la película y la transferían a una cámara diseñada para minimizar las vibraciones. Entonces los cineastas rodaban una toma de vidrio en lugar del fondo de la acción en vivo. La composición resultante era de alta calidad, ya que la línea mate – la línea de transición entre la acción en vivo y el fondo pintado – era menos movida. Además, el nuevo mate en cámara era mucho más rentable, ya que el vidrio no tenía que estar listo el día que la acción en vivo era rodada. Una desventaja de este método era que, dado que la película era expuesta dos veces, siempre existía el riesgo de que accidentalmente se sobreexpusiera la película y se arruinase el metraje rodado primero.
La toma mate en cámara continuó en uso hasta que el material de la película de celuloide comenzó a aumentar su calidad en la década de 1920. Durante este tiempo,se desarrolló una nueva técnica conocida como el método de la cámara bi-pack . Este era similar al de la toma mate en cámara, pero que se basaba en una copia positiva del metraje como respaldo. De esta manera, si algo perdía, la copia maestra quedaría todavía intacta. Alrededor de 1925, otro método para hacer mates fue desarrollado. Uno de los inconvenientes de los mates viejos era que la línea mate era estacionaria. No podía haber contacto directo entre la acción en vivo y el mate de fondo. El travelling mate cambió esto. El travelling mate era como un mate en cámara o bi-packing, a excepción de que la línea mate cambiaba en cada fotograma. Los cineastas podían utilizar una técnica similar al método bi-pack para hacer una máscara del área de la acción en vivo, permitiendo a los actores moverse sobre el fondo y la escena – integrándolos completamente. El Ladrón de Bagdad (1940), fue un gran avance en el travelling mate y la primera introducción de la técnica de pantalla azul, inventada por Larry Butler, que ganó el Óscar a los Mejores Efectos Visuales de ese año, a pesar de que el proceso era todavía muy lento, y cada fotograma tenía que ser procesado a mano.
Las computadoras comenzaron a ayudar en el proceso a finales del siglo XX. En la década de 1960, Petro Vlahos perfeccionó el uso del control de movimiento de cámaras en pantalla azul y recibió un Óscar por el proceso. La década de 1980 vio la invención del primer mate digital y procesado de pantalla azul, así como la invención del primer sistema de edición no lineal informatizado para vídeo. La Composición alfa, en la que las imágenes digitales podían hacerse parcialmente transparentes de la misma manera que las hojas cel de animación en su estado natural, había sido inventada en la década de 1970 y fue integrada al procesado de pantalla azul de la década de 1980. La planificación digital comenzó en 1980, en El Imperio contraataca, por la que Richard Edlund recibió el Premio de la Academia por su trabajo para crear una impresora óptica de imagen aérea para combinar mates, aunque este proceso aún era analógico. La primera toma mate completamente digital fue creada por el pintor Chris Evans en 1985 para el El secreto de la pirámide en una escena con una animación por computadora (CG) de un caballero saltando desde una vidriera. Primero Evans pintó la ventana en acrílico,y a continuación, escanearon la pintura en él sistema de manipulación digital Pixar, de Lucasfilm. La animación por computadora se combinó perfectamente con el mate digital, algo que una pintura mate tradicional no podría haber logrado. En la era moderna, casi todos los mates modernos se hacen ahora a través de la edición digital de vídeo y la técnica de composición conocida como clave cromática - una generalización digital de la pantalla azul - ahora es posible incluso en los ordenadores doméstica.

## Técnica

### Mate en cámara
El mate en cámara, también conocido como el Proceso de Dawn es producido primero por situar una pieza de vidrio delante de la cámara. La pintura negra se aplica al vidrio en las zonas donde se reemplazará el fondo. Los actores son grabados en sets mínimos. El director graba varios minutos de metraje adicional para usar como tiras de prueba. Luego, el pintor mate usa una tira de prueba (con las áreas oscurecidas en la toma) y proyecta un fotograma de la toma enmascarada sobre un vidrio montado en el caballete. Este clip de metraje de prueba se usa como referencia para pintar el fondo o el escenario con el que se debe enmascar en una nueva pieza de vidrio. La parte de acción real en el cristal está pintada de negro, y luego se expone más del metraje de prueba para ajustar y confirmar la coincidencia de colores y la alineación de los bordes. Luego, las partes críticas de la escena de acción en vivo enmascarada (con las acciones deseadas y los actores en su lugar) se enhebran para quemar los elementos pintados en las áreas negras. La pintura negra y plana que se coloca sobre el vidrio bloquea la luz de la parte de la película que cubre, evitando que se produzca una doble exposición sobre las escenas de acción en vivo.

### Proceso Bi-pack
Para comenzar una filmación de mate bipack, se graba la parte de la acción en vivo. El metraje se carga y se proyecta sobre una pieza de vidrio que se ha pintado primero en negro y después de blanco El artista del mate decide dónde estará la línea mate y la traza en el cristal, luego pinta el fondo o escenario que se va a agregar. Una vez que la pintura está terminada, el artista raspa la pintura en las partes de acción en vivo del vidrio.  El metraje original y un carrete limpio se cargan en el bi-pack con el original enhebrado de manera que pasa por el obturador en frente de la película limpia. El vidrio es iluminado desde atrás, de modo que cuando los carretes se hacen rodar, solo la acción en vivo se transfiere a la película limpia. El carrete del metraje original se quita y se coloca un trozo de tela negra detrás del cristal. El vidrio se ilumina de frente y el carrete nuevo se rebobina y se ejecuta nuevamente. El paño negro evita que el material ya expuesto se exponga por segunda vez; el escenario de fondo se ha agregado a la acción en vivo.

### Rotoscopia
El rotoscopio fue un dispositivo utilizado para proyectar películas (es decir, metraje de acción real) en un lienzo para actuar como referencia para los artistas. Esto fue utilizado en la quizás más famosa de las películas animadas más antiguas de Disney, Blancanieves y los siete enanitos (película de 1937) que tenía animaciones notablemente realistas. La técnica tenía algunos otros usos, como en 2001: Una odisea del espacio (película) donde los artistas trazaban manualmente y pintaban mates alfa para cada fotograma. La rotoscopia también se usó para lograr las animaciones fluidas en Prince of Persia (videojuego de 1989), que fueron impresionantes en el momento. Desafortunadamente, la técnica consume mucho tiempo y tratar de capturar la semitransparencia con la técnica era difícil. Hoy existe una variante digital de rotoscopia, con un software que ayuda a los usuarios a evitar parte del tedio; por ejemplo, interpolando mates entre unos pocos fotogramas.

## Extracción digital de mates de una sola imagen
A menudo, es deseable extraer dos o más mates de una sola imagen. Este proceso, denominado "matting", se usa comúnmente para separar los elementos de primer término y de fondo de una imagen, y estas imágenes a menudo son fotogramas individuales de un archivo de video. Las técnicas de composición son una forma relativamente simple de extraer un mate: el primer término de una escena de pantalla verde puede superponerse a una escena de fondo arbitraria, por ejemplo. Intentar enmascarar una imagen que no usa esta técnica es significativamente más difícil. Se han diseñado varios algoritmos en un esfuerzo por abordar este desafío.

Idealmente, este algoritmo de matting separaría una secuencia de video de entrada  Irgb en tres secuencias de salida: a color completo, una secuencia solo del primer término αFrgb con un Alfa pre-multiplicado (composición alfa), una secuencia del fondo a color completo Brgb, y una secuencia de canal único de cobertura parcial de los píxeles en la secuencia de primer plano. Este algoritmo ideal puede tomar cualquier vídeo arbitrario como entrada, incluyendo vídeo donde el primer término y el fondo son dinámicos, hay múltiples profundidades en el fondo, existen superposiciones entre el fondo y el primer término, comparten el mismo color y no hay textura, y otras características diversas que los algoritmos tradicionalmente tienen cierta dificultad para tratar. Desafortunadamente, lograr este algoritmo es imposible debido a la pérdida de información que se produce cuando se traduce una escena del mundo real en un vídeo bidimensional. Smith and Blinn formally proved this in 1996.
El matting también tiene algunas otras limitaciones fundamentales. El proceso no puede reconstruir partes del fondo que están tapadas por el primer término, y cualquier tipo de aproximación será limitada. Además, el primer término y el fondo de una imagen aún tienen efecto el uno sobre el otro debido a las sombras que se proyectan y a la luz que se refleja entre ellos. Al componer una imagen o video de mates de diferente origen, las sombras faltantes o adicionales y otros detalles de la luz pueden arruinar el impacto de la nueva imagen.
El proceso de matting mismo es un problema difícil de resolver. Ha sido investigado desde la década de 1950, y sin embargo, su uso más popular, el cine, recurre al método de composición clásico pero limitado. Específicamente, usan un tipo de modelo de color global. Esta técnica se basa en la suposición de un color global; por ejemplo, que todo el fondo es verde. (Por cierto, esta es la razón por la cual los meteorólogos a veces parecen tener corbatas invisibles: el color de la corbata es similar al del fondo, lo que lleva al algoritmo a clasificar la corbata como parte de la secuencia de fondo). Cualquier color en teoría podría usarse , pero los más comunes son verde y azul. El matting de luminancia (también llamado matting de pantalla negra) es otra variación del modelo de color global. A diferencia del color, supone que el fondo es más oscuro que un valor definido por el usuario.
Otro enfoque es usar un modelo de color local. Este modelo asume que el fondo es una imagen estática previamente conocida, por lo que en este caso se proporciona la secuencia de fondo. Se puede extraer un mate simple comparando la corriente de vídeo real con la corriente de fondo conocida. Los requisitos de iluminación y ángulo de la cámara son muy estrictos a diferencia de los modelos de color globales, pero no hay restricciones para los colores posibles en el flujo de primer término.
También existen herramientas de aprendizaje automático que pueden extraer mates con la ayuda de un usuario. A menudo, estas herramientas requieren una iteración por parte del usuario: un algoritmo proporciona un resultado basado en una serie de entrenamiento, y el usuario ajusta la serie hasta que el algoritmo proporcione el resultado deseado. Un ejemplo de esto es usar un mate bruto creado manualmente con una segmentación trimap, llamado así porque separa la imagen en tres regiones: fondo conocido, primer término conocido y una región desconocida. En este caso, el algoritmo intenta etiquetar la región desconocida en función del ajuste del usuario, y el usuario puede iterar a través de múltiples trimaps para obtener mejores resultados. Knockout, una herramienta de complemento para Adobe Photoshop, es una implementación de este proceso.
McGuire propuso otro enfoque del matting digital. Hace uso de dos sensores de imágenes a lo largo del mismo eje óptico, y utiliza datos de ambos. (Hay varias maneras de lograr esto, como usar un divisor de haz o filtros de polarización por píxel). El sistema captura simultáneamente dos cuadros que difieren en aproximadamente la mitad del rango dinámico en los píxeles de fondo pero son idénticos en los píxeles de primer término. Usando las diferencias entre los fondos de las dos imágenes, McGuire es capaz de extraer un mate del primer término de la escena de alta resolución. Este método aún conserva algunas de las deficiencias de las técnicas de composición, es decir, el fondo debe ser relativamente neutro y uniforme, pero presenta varios beneficios, como resultados precisos de subpíxeles, mejor soporte para la iluminación natural y permitiendo que el primer término sea del color que una técnica de composición identificaría como parte del mate de fondo. Sin embargo, esto significa que enmascarar intencionalmente algo en primer término cubriéndolo con el mismo color que el fondo es imposible.

Un tercer enfoque para el matting digital es el uso de tres secuencias de video con diferentes distancias de enfoque y profundidades de campo. Al igual que con el método anterior, los tres sensores de imagen comparten un eje óptico común, aunque ahora el algoritmo usa información sobre qué parte de la imagen está enfocada en qué video para generar su mate del primer término. Con esta técnica, tanto el primer término como el fondo pueden tener contenido dinámico, y no hay restricciones sobre qué colores o complejidad tiene el fondo.

Todos estos enfoques comparten una debilidad notable: no pueden tomar vídeos arbitrarios como entradas. En vídeo, distinto de la película, la clave cromática requiere que el fondo del vídeo original sea de un solo color. Las otras dos técnicas requieren más información en forma de vídeos sincronizados pero ligeramente diferentes.

## Mates y la película de pantalla panorámica
Otro uso del mate en el cine es crear un efecto de pantalla panorámica. En este proceso, la parte superior e inferior de un fotograma estándar están enmascaradas con barras negras, es decir, la película tiene una línea de marco grueso. Luego, el "fotograma" dentro del fotograma completo se amplía para llenar una pantalla cuando se proyecta en un cine. 
Por lo tanto, en la pantalla panorámica enmascarada, se crea una imagen con una relación de aspecto de 1.85: 1 utilizando un fotograma estándar de 1.37: 1 y enmascarando la parte superior e inferior. Si la imagen es enmascarada durante el proceso de rodaje, se denomina mate duro debido a su borde nítido. Por el contrario, si se llena el fotograma completo durante el rodaje y se confía en que el proyectista enmascare la parte superior e inferior en el cine, se le denomina máscara suave, ya que la placa de apertura no está en el plano focal y causa una borde difuso.
En vídeo, se usa un efecto similar a menudo para mostrar películas de pantalla panorámica en una pantalla de televisión 1.33: 1 convencional. En este caso, el proceso se llama letterboxing. Sin embargo, con el letterboxing, la parte superior e inferior de la imagen real no están enmascaradas. La imagen se "empuja" más hacia atrás en la pantalla y se hace "más pequeña", por así decirlo, de modo que, en una película panorámica, el espectador puede ver, a la izquierda y a la derecha de la imagen, lo que normalmente se omitiría si la película se mostrara a pantalla completa en la televisión, logrando una especie de efecto de "pantalla panorámica" en una pantalla de TV cuadrada. Con el letterboxing, la parte superior de la imagen es ligeramente inferior a la habitual, la parte inferior está más alta y la parte no utilizada de la pantalla está cubierta por barras negras. Para transferencias de vídeo, la transferencia de una película de máscara difusa a un formato de vídeo doméstico con el fotograma completo expuesto, eliminando así los mates en la parte superior e inferior, se conoce como "transferencia de mate abierta". Por el contrario, la transferencia de una película de máscara nítida a un formato de vídeo doméstico con las máscaras cinematográficas intactas se denomina "transferencia de mate cerrada".

## Basura y mates de retención
Un "mate basura" a menudo se dibuja a mano, a veces rápidamente, y se usa para excluir partes de una imagen que otro proceso, como la pantalla azul, no elimina. El nombre proviene del hecho de que el mate elimina la "basura" de la imagen producida por el procedimiento. La "basura" puede incluir una plataforma que sostiene una maqueta, o la rejilla de iluminación sobre el borde superior de la pantalla azul.
Los mattes que hacen lo contrario, forzando la inclusión de partes de la imagen que de otro modo podrían haber sido eliminadas por el proceso, como demasiado reflejo azul en un modelo brillante ("derrame azul"), a menudo se denominan "mates de retención" y pueden ser creados con la misma herramienta.